# Барон Монтигл Брендонский

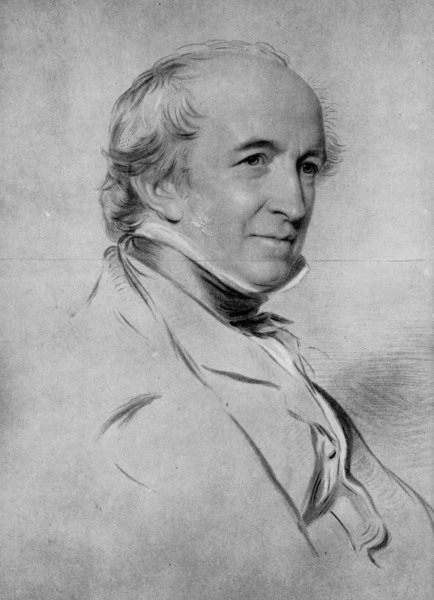
Томас Спринг Райс, 1-й барон Монтигл Брендонский (1790—1866)

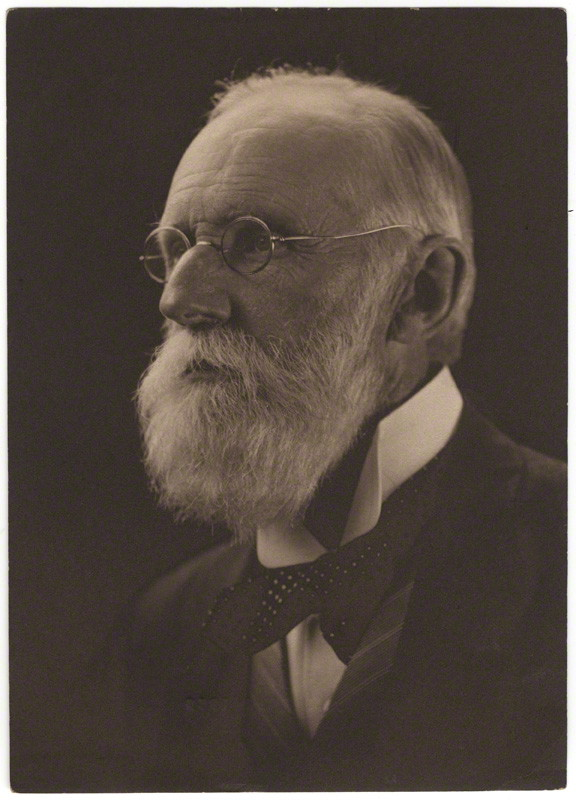
Томас Спринг Райс, 2-й барон Монтигл Брендонский (1849—1926)

Барон Монтигл Брендонский из графстве Керри — наследственный титул в системе Пэрства Соединённого королевства.

## История
Еще до своего свержения английский король Яков II Стюарт планировал пожаловать титул барона Монтигла из Брендона одному из своих сторонников, Стивену Райсу (1637—1715), главному барону Ирландского казначейства (1687—1690). Титул барона Монтигла Брендонского был создан королевой Викторией в 1839 году для британского политика-вига Томаса Спринга Райса (1790—1866), потомка Стивена Райса. Он заседал в Палате общин от Лимерика (1820—1832) и Кэмбриджа (1832—1839), а также занимал должности заместителя министра внутренних дел (1827), секретаря казначейства (1830—1834), министра по военным и колониальным делам (1834) и канцлера казначейства (1835—1839). Его преемником стал его внук, Томас Спринг Райс, 2-й барон Монтигл Брендонский (1849—1926). Его отец, достопочтенный Стивен Эдмунд Райс (1814—1865), старший сын 1-го барона, скончался еще при жизни отца. Второй лорд Монтигл Брендонский был юнионистским политиком, в 1885 году он стал кавалером Ордена Святого Патрика. После его смерти титул перешел к его сыну, Томасу Обри Спринга Райса, 3-му барону Монтиглу Брендонскому (1883—1934). Он занимал незначительные дипломатические должности. Его преемником стал его дядя, Фрэнсис Спринг Райс, 4-й барон Монтигл (1852—1937). Он был младшим сыном вышеупомянутого достопочтенного Стивена Эдмунда Спринга Райса, старшего сына 1-го барона.
По состоянию на 2024 год носителем титула являлся правнук четвертого барона, Чарльз Джеймс Спринг Райс, 7-й барон Монтигл Брендонский (род. 1953), который стал преемником своего отца в 2013 году.
Британский дипломат сэр Сесил Спринг Райс (1859—1918), посол Великобритании в Персии (1906—1908), Швеции (1908—1912) и США (1912—1918), был вторым сыном достопочтенного Томаса Уильяма Спринга Райса (1819—1870), второго сына первого барона Монтигла Брендонского.
Семейная резиденция — Маунт Тренчард хаус в окрестностях Фойнса в графстве Лимерик.

## Бароны Монтигл Брендонский (1839)
- 1839—1866: Томас Спринг Райс, 1-й барон Монтигл Брендонский[англ.] (8 февраля 1790 — 7 февраля 1866), сын Стивена Эдварда Райса (ум. 1831) и Кэтрин Спринг[1];
- 1866—1926: Томас Спринг Райс, 2-й барон Монтигл Брендонский[англ.] (31 мая 1849 — 24 декабря 1926), старший сын достопочтенного Стивена Спринга Райса (1814—1865), внук предыдущего[2];
- 1926—1934: Томас Обри Спринг Райс, 3-й барон Монтигл Брендонский[англ.] (3 ноября 1883 — 11 октября 1934), младший сын предыдущего[3];
- 1934—1937: Коммандер Фрэнсис Спринг Райс, 4-й барон Монтигл Брендонский[англ.] (1 октября 1852 — 22 декабря 1937), второй сын достопочтенного Стивена Спринга Райса (1814—1865), старшего сына 1-го барона[4];
- 1937—1946: Чарльз Спринг Райс, 5-й барон Монтигл Брендонский (28 января 1887 — 9 декабря 1946), второй сын предыдущего[5];
- 1946—2013: Джеральд Спринг Райс, 6-й барон Монтигл Брендонский[англ.] (5 июля 1926 — 17 ноября 2013), старший сын предыдущего[6];
- 2013 — настоящее время: Чарльз Джеймс Спринг Райс, 7-й барон Монтигл Брендонский (род. 1953), единственный сын предыдущего[7];
  - Наследник титула: достопочтенный Майкл Спринг Райс (род. 18 февраля 1935), дядя предыдущего[8];
    - Наследник наследника: Джонатан Спринг Райс (род. 30 октября 1964), единственный сын предыдущего[9];
      - Третий наследник: Джейми Александр Спринг Райс (род. 17 января 2003), старший сын предыдущего[10].